# Barbara Borzymowska
Barbara Borzymowska, z domu Wiszniewska (ur. 11 grudnia 1959 we Wrocławiu) – polska pisarka, poetka, a także tłumaczka, architekt, rysowniczka, malarka, malterapeutka, psycholog ludzki i zwierzęcy.

## Życiorys
Jest córką Andrzeja Wiszniewskiego, profesora elektroniki na Politechnice Wrocławskiej i ministra nauki w rządzie Jerzego Buzka, oraz Ewy Marii z Lutosławskich. Absolwentka Wydziału Architektury Politechniki Wrocławskiej, Szkoły Wyższej Psychologii Społecznej (kierunek psychologia kliniczna i psychologia zwierząt), wiedeńskiego Zentrum für Maltherapie (terapia wykorzystująca rysunek i malarstwo).
Autorka wielu wierszy, takich jak: „Modlitwa konia z transportu”, „Psia dusza” czy „Moje psie niebo”. Główną inspirację dla jej poetyckiej twórczości stanowią zwierzęta i ich – często nieodwzajemniane – przywiązanie do człowieka.
Inicjatorka utworzenia Centrum Przyjaznych Relacji Ludzie-Zwierzęta, które działa przy Wydziale Środowiska i Rolnictwa Urzędu Miasta Wrocławia od marca 2009.
Jest członkiem Polskiej Federacji Psychoterapii oraz Polskiego Towarzystwa Etologicznego.
W wyborach prezydenckich w 2020 była doradcą kandydata niezależnego Szymona Hołowni do spraw praw zwierząt.

## Publikacje
- A pies siedzi i patrzy… – Fundacja „Zwierzęta Eulalii”, 2009, 2010 (wyd. zmienione)
- Mały wielki świat Inki – DIDASKO, 2001; e-Misja, 2009
- I jak tu nie kochać psa – Res Publica Press, 1998
- Dziewczyna dla Pawła – Astrum, 1996
- Jak się bawić – Astrum, 1996
- Rafał i Anka – Astrum, 1995
- Szkoła flirtowania  – Astrum, 1995
- Zrozumieć swoich starych – Astrum, 1995
- Mowa ciała zwierząt – Astrum, 1995
- Co się dzieje z twoim psem – Astrum, 1995
- Moja buda czyli Jak przeżyć szkołę – Astrum, 1995
- Chłopcy w oczach dziewczyn – Astrum, 1994